# Иван Арсениев
Иван Арсениев е български просветен деец и революцонер от Българското възраждане.

## Биография
Роден е в разложкото село Годлево, което тогава е в Османската империя. Става учител и преподава в горноджумайските села Бистрица (1866 – 1867) и Сърбиново (1872 – 1873). Същевременно Арсениев се занимава с революционна дейност и в 1876 година става съосновател на революционния комитет в Разлога. По-късно е учител в Градово (1882 – 1884).